# Hillbilly
 (août 2021).
Si vous disposez d'ouvrages ou d'articles de référence ou si vous connaissez des sites web de qualité traitant du thème abordé ici, merci de compléter l'article en donnant les références utiles à sa vérifiabilité et en les liant à la section « Notes et références ».

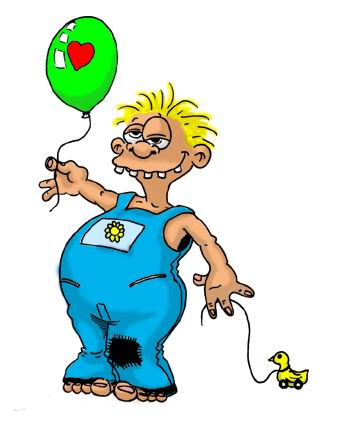
Caricature du Hillbilly.

Hillbilly est un stéréotype américain appliqué initialement à certains habitants des Appalaches et des monts Ozarks. Il se rapproche du redneck du Midwest et du Sud.
En anglais, ce terme a été élargi pour désigner toute population ou tout citoyen inculte, fortement attaché à ses pénates et à ses traditions et vivant dans des contrées rurales. C'est à peu près l'équivalent des termes français « péquenaud » ou « plouc ».
Parmi les représentations populaires des hillbillies, on peut citer la bande dessinée de Al Capp, Li'l Abner, publiée de 1934 à 1977, la série The Beverly Hillbillies de 1962 à 1971 sur CBS, et dans la série Les Simpson, apparu en 1994, le personnage de Cletus Spuckler. Le huitième film des frères Coen, O'Brother sorti en 2000 évoque également ce milieu social.

## Origines et usages du terme
Les origines du terme sont obscures. Selon Anthony Harkins dans Hillbilly: A Cultural History of an American Icon, le terme est apparu pour la première fois sous forme écrite dans un article du New York Journal en 1900, avec la définition suivante : 

« le Hill-Billie est un citoyen blanc habitant l'Alabama, vivant dans les collines, sans entraves et sans ressources, s'habillant comme il peut, parlant comme il lui plaît, buvant du whiskey quand il en a et dégainant son revolver quand l'envie lui en prend. »

Dans les années 1700, la région des Appalaches fut fortement colonisée par des immigrants écossais et irlandais, une grande partie d'entre eux provenant des basses terres d'Écosse. Selon Harkins, la théorie la plus probable quant à l'origine du terme est qu'il dérive de deux expressions écossaises, « hill-folk » (« gars de la colline ») et « billie » (synonyme de « type » ou d'« individu »).
Harkins suppose que l'emploi du terme en dehors des Appalaches a commencé après la guerre de Sécession, quand la région des Appalaches a été de plus en plus délaissée par les changements technologiques et sociaux affectant le reste du pays. Avant la guerre, les Appalaches n'étaient pas très différentes des autres régions rurales du pays, mais après, la frontière se déplaçant vers l'ouest, la région a gardé ses caractéristiques de zone frontière, et sa population en vint à être considérée comme arriérée, encline à la violence et touchée par la consanguinité du fait de son isolement. Alimenté par de récentes histoires de querelles de montagnards, comme celle des Hatfield-McCoy (en) dans les années 1880, le stéréotype du hillbilly s'est développé au tournant du siècle.
Le stéréotype classique du hillbilly — famille nombreuse, pauvre, ignorante et querelleuse groupée autour de son alambic clandestin — a trouvé sa forme actuelle durant la Grande Dépression, quand beaucoup de montagnards ont laissé leur maison pour trouver de l'emploi dans d'autres régions du pays. C'est au cours de cette période que des bandes dessinées comme Li'l Abner et des films comme Les Raisins de la colère ont fait du hillbilly un stéréotype américain usuel. Le roman Fantasia chez les ploucs de Charles Williams raconte de façon comique l'histoire d'un gamin, de son oncle fabricant de gnôle de contrebande frelatée et d'une starlette vêtue d'un bikini serti de diamants perdue et recherchée par la pègre, le shérif et tous les rednecks et hillbillies du comté.
Le développement du réseau autoroutier et de la télévision ont rapproché beaucoup de communautés isolées des standards de l'american way of life durant les années 1950 et 1960, et Internet continue aujourd'hui cette intégration.
Néanmoins, il reste beaucoup de communautés aux modes de vie traditionnels dans la région des Appalaches, ce dont témoigne le film documentaire The Last Hillbilly de Thomas Jenkoe et Diane-Sara Bouzgarrou (2021). Dans les années 2000, un livre à succès consacré à ce mode de vie est publié par J. D. Vance, qui deviendra vice-président de Donald Trump en 2025.

## Musique

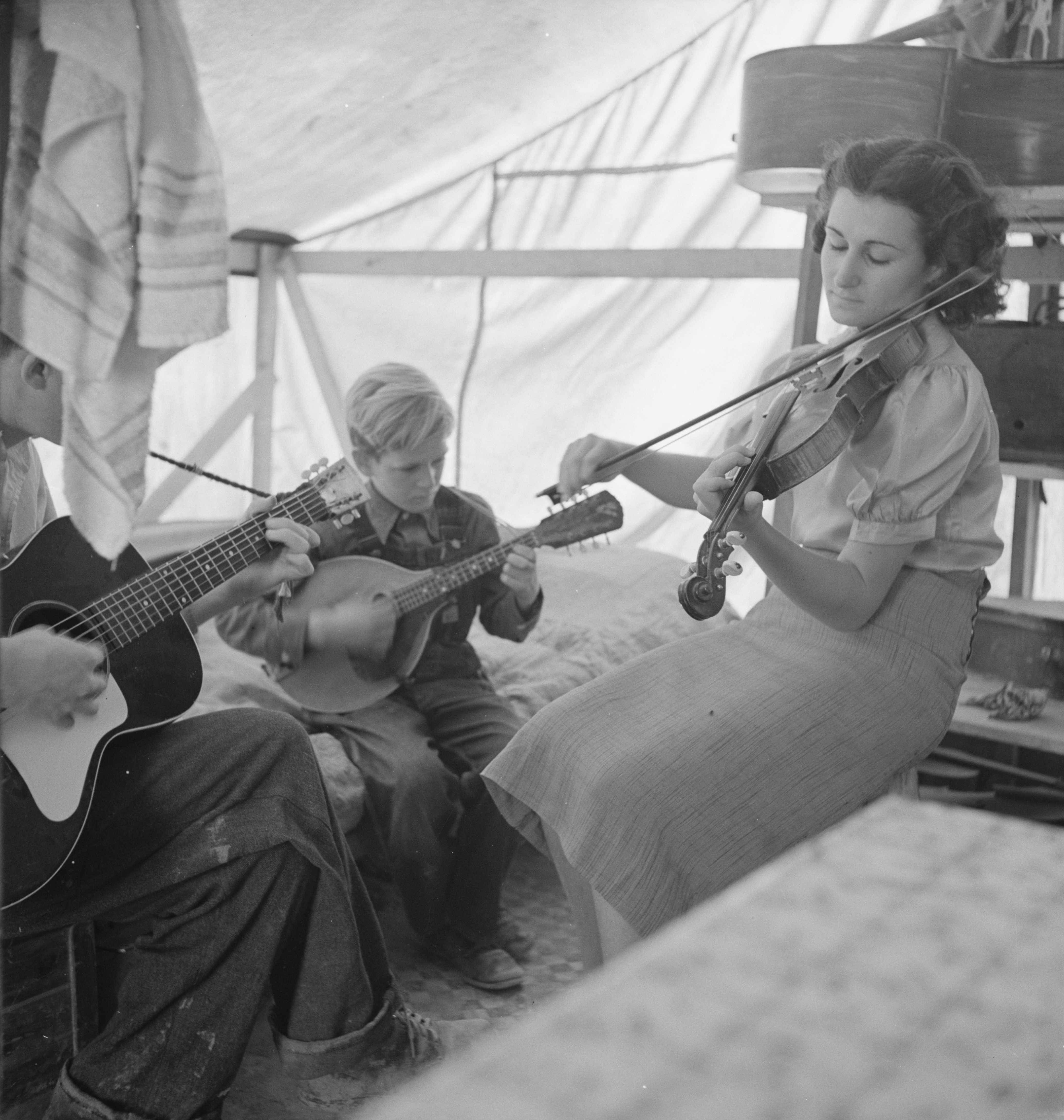
Dorothea Lange : famille de l'Arkansas jouant de la musique hillbilly (1939)

« Hillbilly », ou « hillbilly boogie », est également le terme par lequel on désignait aux États-Unis la musique traditionnelle des Blancs, notamment dans le magazine Billboard, par opposition au rhythm and blues, la musique des Noirs, avant d'être remplacé par l'expression « country and western » ou musique country à partir de 1949.
Après la Première Guerre mondiale, alors que des millions de gens migraient des zones rurales vers les centres urbains tels que New York, Chicago, Détroit et Atlanta, ils ont amené avec eux un son musical nouveau pour les habitants des grands centres.
Le terme désignait non seulement les gens du Sud profond vus comme un peu « arriérés » (anciens immigrants des îles Britanniques), mais aussi ceux qui jouaient et écoutaient cette musique (dite en soi hillbilly ou aussi « old-time music »).
L'opposition entre race records et hillbilly records était une classification essentielle à la publicité pour la musique du Sud des USA. Plus simplement, les race records était une musique par les Afro-Américains pour les Afro-Américains tandis que le hillbilly était une musique par les Blancs du Sud pour les Blancs du Sud.
Cette musique provient des traditions folks (chansons, ballades, musique de danses) de ces descendants d'immigrants ; ces populations étant friandes du minstrel show, du vaudeville, du Tin Pan Alley, des cirques et du medicine show, elle a subi des influences liées aux musiques traditionnelles de diverses origines.
Le premier artiste à être rangé dans la catégorie de style hillbilly fut Fiddlin' John Carson (du nord de la Géorgie), enregistré par Okeh Records en 1923, mais le terme hillbilly fut utilisé pour la première fois en 1925 lorsque Ralph Peer (en), producteur de disques pour cette même compagnie, aurait nommé le groupe de Al Hopkins (en) les Hillbillies.
Par ailleurs, la radio a joué un rôle essentiel dans l'accroissement de la popularité de ce style de musique. Autorisée en 1922, la radiodiffusion eut un succès foudroyant : dès la première année, 89 stations avaient vu le jour dans le Sud, dont le WSB à Atlanta qui était la première à diffuser régulièrement des programmes d’artistes dits country.
La radiodiffusion des programmes de violons rétro était très appréciée, y participaient également des musiciens de style moderne (notamment joueurs de banjo, chanteurs et violonistes dans des orchestres à cordes).
Mais dès 1928, le style rétro était abandonné, notamment à WSM au Tennessee. Avec la médiatisation du cow-boy chantant, on observe l'éloignement des anciennes racines du country et le développement de la country moderne, connue comme la musique country et western, devenue très populaire après la Seconde Guerre mondiale.
Depuis 1960, l'utilisation du terme pour qualifier la musique désigne plutôt un style qui précède la Seconde Guerre mondiale, au son très rural ou folk.
En mai 2023, les rappeurs Kendrick Lamar et Baby Keem publièrent un son appelé «The Hillbillies» qui est aussi le nom de leur duo éponyme.

## Construction médiatique du hillbilly
Le personnage du hillbilly est à l’origine une construction médiatique remontant aux années 1920. La musique hillbilly est largement diffusée par la plus ancienne émission radiophonique des Etats-Unis, la très populaire Grand Ole Opry, diffusée en direct le samedi dès 1925 (sous le nom deThe Barn Dance Show (« On danse dans la grange », renommée Grand Ole Opry en 1927) sur les ondes de la WSM (une radio de Nashville, Tennessee) et retransmise à la télévision sur Great American Country. Initialement présentée par George D. Hay, elle visait selon lui une certaine simplicité (thématique et musicale). Il affirmait promouvoir des amateurs, surtout en famille, qui étaient libres de jouer ce qu’ils voulaient de leur répertoire hillbilly.
Cependant, selon Richard A. Peterson, Hay aurait promu certaines impostures, car la majorité des gens participant à l’émission ne venaient pas véritablement de la campagne mais plutôt de la ville et ne donnaient donc pas l’image réelle du pauvre de la campagne, image par ailleurs révélée sous les traits désastreux des personnages d'Erskine Caldwell (1903-1987), dans ses romans, La Route au tabac (Tobacco Road, 1932) et Le Petit Arpent du Bon Dieu (God's Little Acre, 1933). Son épouse, Margaret Bourke-White (1904-1971), photographe, qui fait connaître la paupérisation du monde rural américain à la suite de la Grande Dépression, en révèle la réalité peu flatteuse au regard du rêve américain. Si les personnages des Raisins de la colère (roman de John Steinbeck publié en 1939, et adapté au cinéma en 1940) leur rendent de la dignité, le public américain s'en détourne sans appel et tient à la qualité musicale.
C'est pourquoi, certains « amateurs » étaient des professionnels en tournées avec le music-hall passant par Nashville. Il arrivait que Hay change le nom de certains groupes afin d’obtenir cette image du campagnard bien péquenaud, ce à quoi les frères Coen font allusion dans leur film avec le nom inventé pour le prétendu groupe musical de ses anti-héros, Les culs trempés.
La chose est récurrente puisque le même genre d’histoire s’est produit à Los Angeles avec Glen Rice qui avait convaincu ses auditeurs que ses Beverly Hill Billies étaient des gens qui vivaient dans les montagnes, n’ayant eu aucun contact avec la civilisation depuis le début du siècle mais qui étaient aussi d'excellents musiciens ; ils provenaient en fait de la ville et savaient jouer toutes sortes de musiques (du jazz par exemple).

## Styles (variations) et portée
- Bluegrass

Le bluegrass était influencé par les groupes à cordes (soit : guitare ou banjo, et violon) qui jouaient dans les bals de campagne des années 1920. Un groupe de bluegrass est typiquement composé de quatre à sept musiciens. Le rythme est donné par la guitare et la basse à cordes. Les instruments de mélodie sont le banjo à cinq cordes et le violon, la mandoline ou le dobro, ou bien une autre guitare. Encore une fois, la présence de la batterie est très rare. Le tempo est habituellement rapide. Une voix principale chante la mélodie, et l'harmonie est chantée par une voix plus aiguë et une voix plus grave. Ce style fut important dans le développement des groupes de rock folk, de rock country, de rock du sud.
- Western Swing

Ce style s’est développé durant les années 1920 au Texas. Il provient des groupes de violons et de guitares qui jouaient aux bals de campagne. Ils ont adopté certaines caractéristiques de la musique afro-américaine, dont le blues (blues à douze mesures et des notes blues) et le jazz (rythme syncopé, des instruments tels le saxophone ainsi que des pratiques d’improvisation). Ils se servaient de la batterie (une pratique inhabituelle dans la musique country de l’époque car les gens y associaient la culture noire.)
Bob Wills, qui jouait avec les Texas Playboys, était connu comme le roi du western swing.
- Honky-tonk

Un « honky-tonk » était une taverne ou un bar situé en périphérie des zones dites « sèches » ou "dry county" (sans accès à l’alcool). C’était donc un lieu plus bruyant, en raison de la consommation d'alcool, on y amplifia les instruments dès la fin des années 1930 avec l'innovation de Léo Fender. L’amplification des instruments tels que la guitare, la basse et la batterie a influencé le rockabilly des années mi-1950.
La musique honky-tonk a un rythme très stable sur lequel on peut danser. Les pianistes jouent avec un style boogie-woogie, surtout dans la basse. Les thèmes incluent la dépression, la perte d’emploi ou l’abandon d’un amant infidèle. Hank Williams était un compositeur populaire du honky-tonk.
- Hillbilly boogie

Ce style est apparu durant les années 1940. Il est le plus orienté vers le rock et provient d’une combinaison de la musique country et du boogie-woogie des Afro-Américains.
Le hillbilly boogie ainsi que le western swing ont eu de grandes influences sur le développement du rock and roll, surtout à travers la musique de Bill Haley qui a beaucoup imité le hillbilly boogie. Ce genre a aussi influencé le rockabilly, surtout le style de piano de Jerry Lee Lewis.
- Rockabilly

Considéré comme le style premier du rock and roll. Un groupe de rockabilly typique comprend un chanteur, une guitare électrique, une batterie et une contrebasse jouée en slap ou, parfois, en pizzicato. Les paroles font souvent référence aux thèmes récurrents de la culture populaire américaine des années 1950, en particulier l'automobile et les relations sentimentales.

### Filmographie
- 2020 : The Last Hillbilly, documentaire de Diane Sara Bouzgarrou et Thomas Jenkoe